# 華僑商業銀行 (香港)
華僑商業銀行，簡稱僑商，在1962年4月在香港註冊成立，由印尼華僑創辦。
1965年成為中國銀行（香港）集團成員之一。
僑商原本以匯款及存款作為主要業務，但自1970年代後，逐步擴展出口及轉口貿易融資、國際結算、押匯等業務。
1991年7月4日在汕头成立分行，并于同年11月9日开业，是1949年后汕头第一家外资银行。
2001年，僑商被併入中銀香港。